# Амвросий (Серебренников)
Архиепископ Амвросий (в миру Авраам Никитич Серебренников или Серебряков; 1745, Отчино, Казанская губерния — 13 [24] октября 1792, Полтава, Екатеринославское наместничество) — епископ Русской православной церкви, архиепископ Екатеринославский и Херсонско-Таврический. Член Академии Российской и переводчик XIX века.

## Биография
Авраам Серебренников родился в 1745 году в селе Отчино (ныне — Вотчина Санчурского района Кировской области) в семье дьячка Казанской губернии (позднее Вятской).
В 1758 году Серебренников поступил в Вятскую семинарию, по окончании которой продолжил обучение в Славяно-греко-латинской академии.
Окончив академию в 1768 году, преподавал в Вятской, с 1773 года — в Троицкой Лаврской семинарии (по Бучневичу, в 1768—1775 годах он преподавал в Лаврской семинарии, а после пострижения в монахи в 1775 году, до 1778 года был префектом Вятской семинарии).
В 1778 году Амвросий был переведён в Москву, на кафедру философии в Славяно-греко-латинскую академию, а в 1782 году был назначен ректором Новгородской семинарии и возведён в сан архимандрита новгородского Антониева монастыря.
26 декабря 1783 года хиротонисан во епископа Олонецкого и Каргопольского.
28 ноября 1786 года был определён архиепископом Екатеринославским и Херсонес-Таврическим. В то время Новороссийский край заселялся колонистами и старообрядцами, что потребовало от него особого духовно-нравственного попечения и руководства о них. Архиепископ Амвросий занимался миссионерской деятельностью и многих старообрядцев возвратил к православной церкви. Он заботился о воспитании детей духовенства, о благоустройстве церквей, повышении нравственного уровня священников.
Был удостоен чести заложить четвёртый камень в основание города (его первого здания — Преображенского собора). Будучи архиепископом Екатеринославским, был жалован от императрицы российской Екатерины II алмазным крестом на клобук.
За помощь в написании второго тома академического словаря Амвросий был принял в члены Российской академии.
Скончался 13 октября (по Бучневичу, 13 сентября) 1792 года.

## Литературные и научные труды
Получил широкую известность своими проповедями, из которых многие были напечатаны, а многие остались в рукописях, хранящихся теперь в Санкт-Петербургской духовной академии. Одна из его проповедей: «Последнее целование» — надгробное слово, произнесённое при отпевании светлейшего князя Григория Александровича Потемкина. Эту проповедь митрополит Киевский и Галицкий Евгений (Болховитинов) называл «образцом трогательного красноречия».
Кроме проповедей, Амвросий издал перевод Мильтона «Потерянный рай» (М., 1780), не с английского подлинника, а с французского перевода, и «Краткое руководство к оратории российской» (М., 1778; 2-е изд. — М., 1791). Архиепископ Амвросий считал, что русский литературный язык должен включать в себя заимствования из церковнославянского, однако замечал, что нет ничего хуже, нежели «неумелое соединение» славянского языка с русским.
С 1785 года Амвросий был членом Императорской академии наук, принимал участие в составлении этимологического словаря.